# 由利本荘市消防本部
由利本荘市消防本部（ゆりほんじょうししょうぼうほんぶ）は、秋田県由利本荘市の消防部局（消防本部）。管轄区域は由利本荘市全域。

## 概要
- 消防本部：秋田県由利本荘市美倉町27番地2
- 管内面積：1,209.04km2
- 職員定数：197人
- 消防署2カ所、分署6カ所
- 主力機械（2020年（令和2年）4月1日現在）
  - 普通消防ポンプ自動車：3
  - 水槽付消防ポンプ自動車：9
  - 小型動力ポンプ水槽車：1
  - はしご付消防自動車：1
  - 化学消防自動車：1
  - 救急自動車：9
  - 救助工作車：1
  - 指揮車：2
  - 災害現場指揮車：1
  - 防災指令車：1
  - 指令広報車：9
  - 積載車：1
  - 連絡車：2
  - 輸送車：2
  - 救助艇：2

【主力機械に関する参考文献：由利本荘市消防本部　消防年報令和2年版】

## 沿革
- 2005年（平成17年）3月22日 - 本荘市・由利郡矢島町・岩城町・由利町・西目町・鳥海町・東由利町・大内町の新設合併に伴い、由利本荘市が発足する。
  - 本荘市・岩城町・大内町・東由利町・西目町で構成していた一部事務組合の本荘地区消防事務組合及び矢島町・由利町・鳥海町で構成していた一部事務組合の矢島地区消防組合が合併前日をもって解散し、由利本荘市に承継する。単独消防として由利本荘市消防本部を設置する。
- 2015年（平成27年）3月19日 - 美倉町の旧本荘市民会館・由利本荘市図書館の跡地に新消防庁舎が完成し、竣工式が行われる。同月24日より運用を開始。

## 組織
- 本部 - 総務課、警防課、予防課、通信指令課、救急課
- 消防署

## 消防署
| 消防署           | 住所          | 分署 |
| ---------------- | ------------- | --- |
| 由利本荘市消防署 | 美倉町27番地2 | 岩城：岩城二古字狐森66番地5 大内：岩谷町字日渡117番地 東由利：東由利老方字橋脇112番地 西目：西目町沼田字新道下2番地537 |
| 由利本荘市消防署 | 美倉町27番地2 | 矢島：矢島町元町字大川原127番地1                                                                                       |
| 由利本荘市消防署 | 美倉町27番地2 | 由利：前郷字上川原11番地 鳥海：鳥海町上笹子字石神92番地1                                                               |

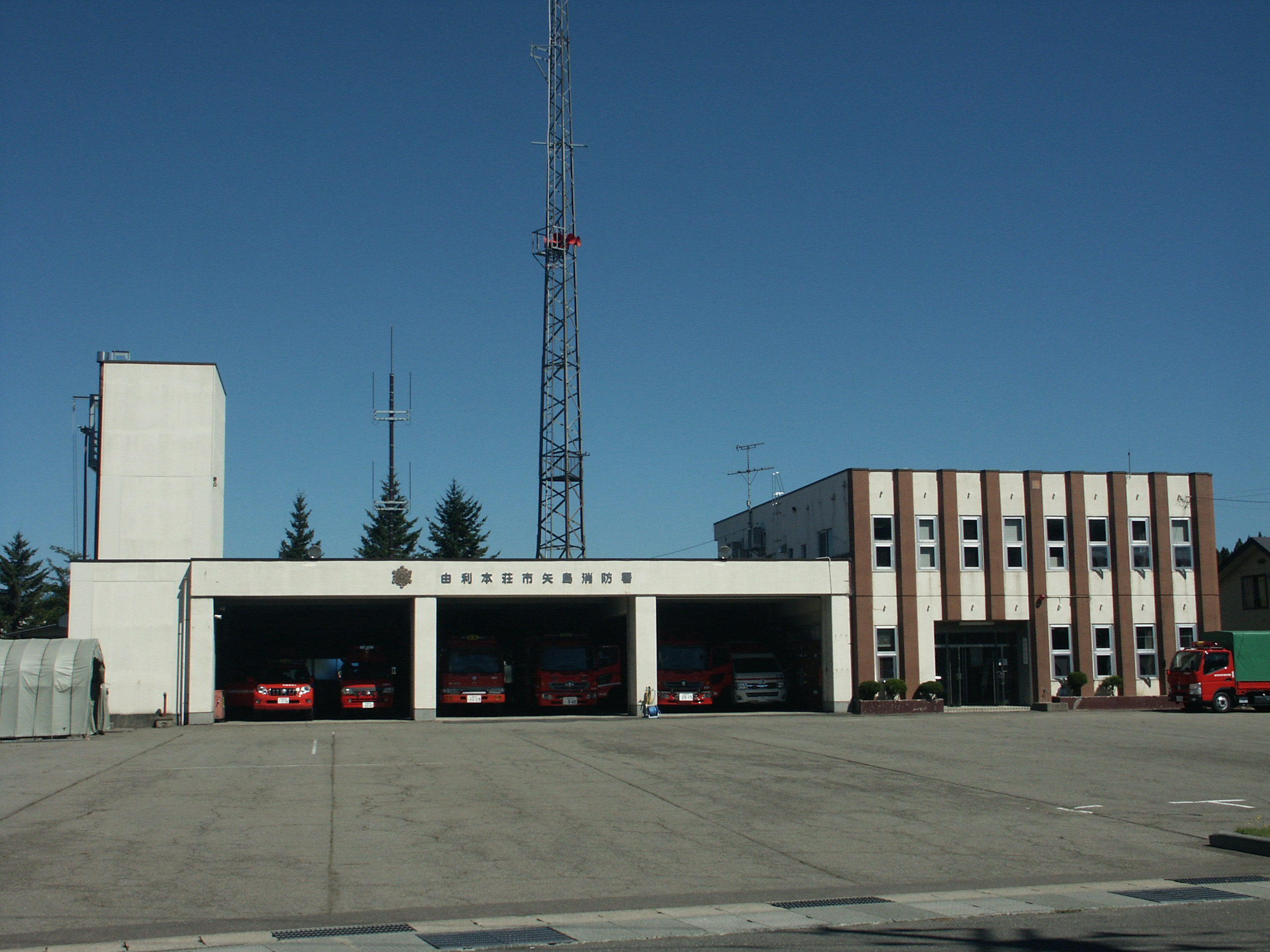
矢島分署
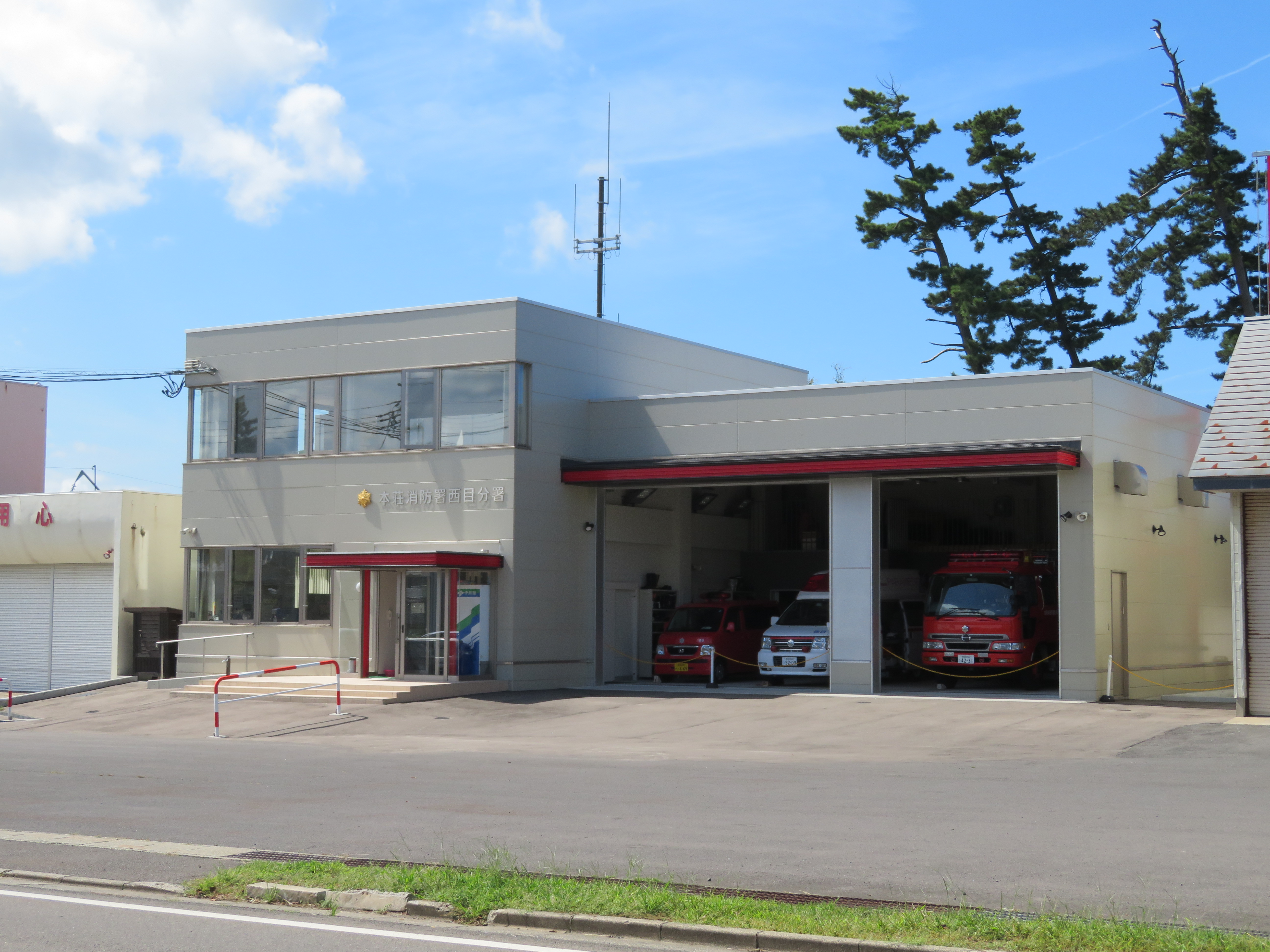
本荘消防署西目分署